# Amata tigrina
Amata tigrina là một loài bướm đêm thuộc phân họ Arctiinae, họ Erebidae.